# NGC 2225
NGC 2225 è un ammasso aperto nella costellazione dell'Unicorno a sud dell'equatore celeste. Distante circa 10400 anni luce.

## Scoperta
L'ammasso è stato scoperto il 30 gennaio 1786 scoperto da William Herschel.